# Xibei

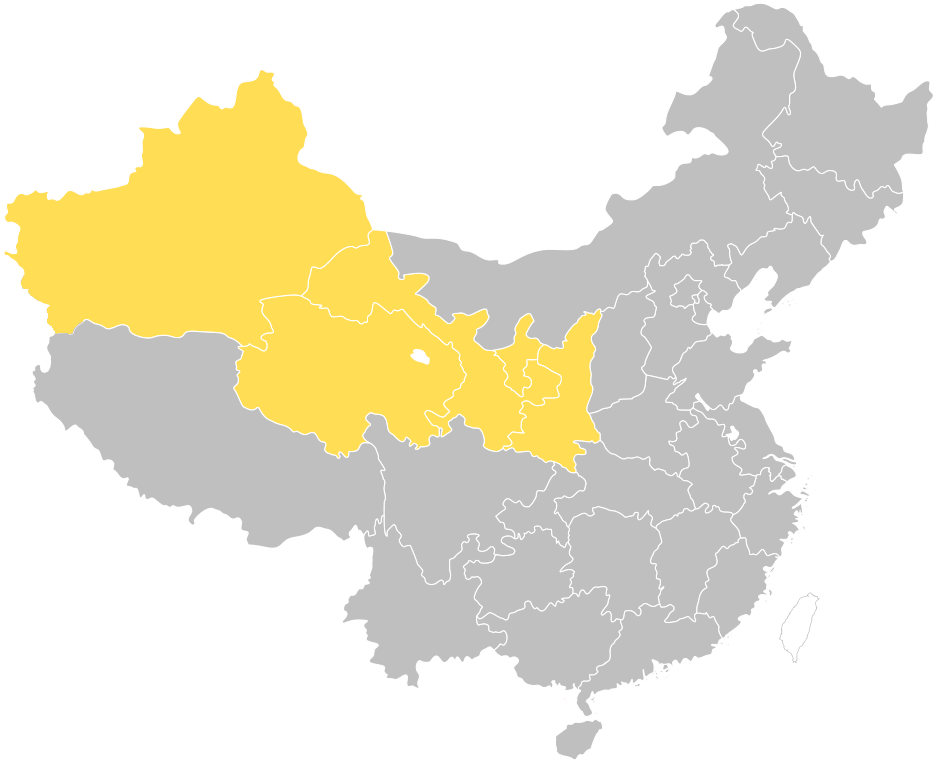
Xibei

Le Xibei (西北, Xīběi) est une région géographique de Chine qui englobe les régions autonomes du Xinjiang et du Ningxia, ainsi que les provinces du Shaanxi, du Gansu, et du Qinghai.
Près de 20 millions de musulmans (principalement d'ethnies ouïghoure et hui) vivent au Xibei, soit l'écrasante majorité de la population musulmane du pays. 

## Divisions administratives
Provinces
| Nom     | Chinois (S) | pinyin  | Abréviation       | Capitale de la province | Chinois | pinyin  | Liste des subdivisions administratives |
| ------- | ----------- | ------- | ----------------- | ----------------------- | ------- | ------- | -------------------------------------- |
| Gansu   | 甘肃        | Gānsù   | 甘 gān or 陇 lǒng | Lanzhou                 | 兰州    | Lánzhōu | Liste                                  |
| Qinghai | 青海        | Qīnghǎi | 青 qīng           | Xining                  | 西宁    | Xīníng  | Liste                                  |
| Shaanxi | 陕西        | Shǎnxī  | 陕 shǎn or 秦 qín | Xi'an                   | 西安    | Xī'ān   | Liste                                  |

Régions autonomes
| Nom      | Chinois (S) | pinyin   | Nom local                     | Abréviation | Capitale de la province | Chinois  | pinyin   | Nom local                 | Liste des subdivisions administratives |
| -------- | ----------- | -------- | ----------------------------- | ----------- | ----------------------- | -------- | -------- | ------------------------- | -------------------------------------- |
| Ningxia  | 宁夏        | Níngxià  | (Les Hui parlent Chinois)     | 宁 níng     | Yinchuan                | 银川     | Yínchuān | (Les Hui parlent Chinois) | Liste                                  |
| Xinjiang | 新疆        | Xīnjiāng | شىنجاڭ ئۇيغۇر ئاپتونوم رايونى | 新 xīn      | Ürümqi                  | 烏魯木齊 | Wūlǔmùqí | ئۈرۈمچى شەھەرى            | Liste                                  |